# ВВК Арена
ВВК Арена је фудбалски стадион у немачком граду Аугзбург. Домаћин стадиона је немачки фудбалски клуб Аугзбург. 